# Ларс Віваліус
Ларс Віваліус (швед. Lars Wivallius, 1605, Вівалла біля Еребру — †5 квітня 1669, там само) — шведський поет XVII століття.

## З біографії
Ларс Віваліус — псевдонім Ларса Свенсона, який підписував свої твори ім'ям, запозиченим з назви місця народження. Народився в селянській родині. 1623 року поступив в Уппсальський університет. Через два роки у пошуках пригод чи заради вивчення інших мов він залишив Уппсалу й вирушив до Центральної Європи. У Німеччині він перепробував різні професії, зокрема брав участь у Тридцятирічній війні як солдат. У Нюрнберзі Ларса Віваліуса віддали під суд зі звинуваченням у розкраданні коштів. Віваліус видав себе за даньського аристократа Еріка Гілленстірну (Freiherr Erik Gyllenstierna) й одержав таким чином данський паспорт. Від судового переслідування йому вдалося втекти до Сконе, що тоді належало Данії. У Сконе Ларс Віваліус одружився з донькою аристократа. Коли він збирався привласнити маєтності, здобуті через одруження, його було викрито, як ошуканця й 1631 року засуджено до смертної кари. Проте Віваліусу вдалося втекти до Швеції. Але й тут на нього чакав процес за ошуканство. До 1641 року він перебував у в'язниці Каянеборг біля Каяані (Фінляндія). Після звільнення працював адвокатом у Стокгольмі та Віваллі.

## Творчість
Віваліус належить до перших визначних поетів Швеції. На противагу до своїх сучасників Георга Стірнгельма та Скугечера Бергбу стиль Віваліуса був менш класицистичним, а радше особистісним. У віршах віддзеркалюються події з життя Віваліуса. Так в одному з віршів він звертається до своїх суддів з проханням не карати надто суворо. Особливо вартісними вважаються вірші Віваліуса про природу, в яких він у незвичній для того часу, багатій на деталі манері оспівує красу навколишного світу. Найвідоміший твір Віваліуса був написаний у в'язниці, це «Klage-Wijsa öfwer thenna torra und kalla wåhr» («Скарга про суху й холодну весну»).